# Законодавна власт
Законодавна власт или легислативна власт је једна од три основне гране власти.
Главни задатак законодавне власти јесте доношење закона. Законе доноси парламент. У либералним демократијама грађани бирају своје представнике у парламенту (на изборима) и тиме им дају ауторитет да гласају за законе у њихово име. Процес изгласавања закона зависи од тога какво је парламентарно уређење неке државе. У либералним демократијама имамо дводомне (бикамерализам) и једнодомне парламенте. У дводомне парламенте спадају Конгрес Сједињених Америчких Држава и Парламент Уједињеног Краљевства.

## Историја
Међу најранијим признатим законодавним телима била је Атинска Еклезија. У средњем веку, европски монарси су били домаћини скупштина племства, које су се касније развиле у претходнике модерних законодавних тела. Они су се често звали имањима. Најстарији преживели законодавни орган је исландски Алтинг, основан 930. године.

## Функције
Демократска законодавна тела имају шест главних функција: представљање, разматрање, законодавство, одобравање трошкова, формирање влада и надзор.

### Законодавство
Док законодавна тела номинално имају једино моћ да креирају законе, суштински обим ове моћи зависи од детаља политичког система. У законодавним телима у Вестминстерском стилу, извршна власт (састављена од кабинета) може у суштини да доноси било који закон који жели, јер обично иза себе има већину законодаваца, које држи партијски бич, док законодавна тела заснована на одборима у континенталној Европи и она у председничким системима Америке имају више независности у изради и изменама и допунама закона.

### Одобрење трошкова
Порекло моћи новчаника коју законодавна тела обично имају у усвајању или одбијању владиних буџета сежу до европских племићких скупштина које би монарси морали да консултују пре подизања пореза. Да би ово овлашћење било стварно делотворно, законодавно тело треба да буде у могућности да мења буџет, да има ефикасан систем одбора, довољно времена за разматрање, као и приступ релевантним основним информацијама.

### Функционисање у ауторитарним режимима
За разлику од демократских система, законодавна тела под ауторитаризмом се користе да обезбеде стабилност структуре моћи кооптирањем потенцијалних конкурентских интереса унутар елита, што постижу вршећи:
- Обезбеђивање легитимитета;
- Укључивање противника у систем;
- Обезбеђивање извесног заступања спољних интереса;
- Нудећи начин да се регрутују нови чланови владајуће клике;
- Бити канал кроз који се могу пренети ограничене жалбе и уступци.

## Однос према другим гранама власти
Законодавна тела се веома разликују по количини политичке моћи коју имају, у поређењу са другим политичким актерима као што су судство, војска и извршна власт. Политолози М. Стивен Фиш и Метју Крониг су 2009. године направили индекс парламентарних овлашћења у покушају да квантификују различите степене моћи међу националним законодавним телима. Немачки Бундестаг, италијански Парламент и монголски државни Велики Курал изједначени су за најмоћније, док су Представнички дом Мјанмара и Прелазна савезна скупштина Сомалије (од тада је замењена Савезним парламентом Сомалије) изједначени као најмање моћни.
У парламентарним и полупредседничким системима власти, извршна власт је одговорна законодавној власти, која може да је смени уз изгласавање неповерења. С друге стране, према доктрини поделе власти, законодавна власт у председничком систему се сматра независном и равноправном граном власти заједно са судском и извршном влашћу. Ипак, многи председнички системи предвиђају опозив извршне власти због криминалног или неуставног понашања.
Законодавна тела ће понекад делегирати своју законодавну моћ на административне или извршне агенције.

## Чланови
Законодавна тела се састоје од индивидуалних чланова, познатих као законодавци, који гласају о предложеним законима. Законодавно тело обично садржи фиксан број законодаваца; пошто се законодавна тела обично састају у одређеној просторији испуњеној местима за законодавце, ово се често описује као број „седишта“ које садржи. На пример, законодавно тело које има 100 „места“ има 100 чланова. У ширем смислу, изборни округ који бира једног законодавца такође се може описати као „седиште“, као, на пример, у фразама „безбедно место“ и „маргинално место“.

## Величина
Законодавни органи се веома разликују по својој величини. Међу националним законодавним телима, кинески Национални народни конгрес је највећи са 2.980 чланова, док је Папска комисија града Ватикана најмања са 7. Ниједна од тих законодавних власти није демократски изабрана: чланове Папске комисије именује папа, а Национални народни конгрес се индиректно бира у контексту једнопартијске државе.
Величина законодавне власти је компромис између ефикасности и заступљености; што је законодавна власт мања, то ефикасније може да функционише, али што је већа, то боље може да представља политичку разноликост својих бирача. Компаративна анализа националних законодавних тела показала је да је величина доњег дома земље пропорционална кубном корену њеног становништва; односно величина доњег дома има тенденцију да расте заједно са становништвом, али много спорије.

## Примери
Конгрес Сједињених Америчких Држава се састоји из Представничког дома и Сената.
Парламент Уједињеног Краљевства се састоји из Дома комуна (енгл. House of Commons) и Дома лордова (енгл. The House of Lords). За разлику од Сједињених Америчких Држава, Уједињено Краљевство је у дилеми са својом демократијом. Наиме, Уједињено Краљевство се често узима за пример демократичности, међутим, ако анализирамо политички систем Уједињеног Краљевства видећемо да Уједињено Краљевство има много тога недемократског. Једна од тих многих ствари је и дио законодавне власти — Дом лордова. Дом лордова, као што само име каже је аристократско удружење, ту заседају лордови - племићи у Уједињеном Краљевству. Проблем је био у томе што су лордови могли да уложе вето на било који закон који би донео Дом комуна. Закон који се предлаже у Дому комуна мора проћи велику процедуру пре него што се прихвати (предлог, прво читање, друго читање, треће читање...). Дом лордова улагањем вета је могао за неколико секунди заувек скинути тај закон са дневног реда. Наравно, ово није имало никакве везе са демократијом (представници у Дому комуна су изабрани на изборима, док место у Дому лордова је наследно), тако да је дошло до измена у парламентарном систему Уједињеног Краљевства. Вето је изузет. Сада када закон дође у Дом лордова (то је једна од тачака у оној процедури), лордови могу закон вратити у Дом комуна са предлозима за неке исправке. Закон могу враћати три пута у Дом комуна (сва три пута Дом комуна те захтеве може одбити, иако већином се предлози прихвате и закон се мало измени), али након та три пута закон иде директно монарху на потписивање. Монарх у овом свему има симболичну улогу а то је само потписивање донесеног закона. Монарх не може тај закон одбити. Последња краљица која је то учинила била је краљица Ана средином 18. века.
На доношење закона многи могу утицати поред самих представника у парламенту. То су тзв. лобисти. Наиме, у политичком животу сваке либералне демократије имају велики утицај на доношење закона.